# Maldoror (pel·lícula)
Maldoror és una pel·lícula de thriller criminal del 2024 coescrita i dirigida per Fabrice Du Welz. Inspirat per l'escàndol judicial que envolta l'assassí en sèrie i abusador de menors belga Marc Dutroux, Maldoror és protagonitzada per Anthony Bajon com un jove policia que s'obsessiona amb un cas que involucra un notori maltractador infantil. Alba Gaïa Bellugi, Alexis Manenti i Sergi López protagonitzen els papers secundaris. La pel·lícula és una coproducció entre Bèlgica i França.
La pel·lícula es va estrenar el 3 de setembre de 2024 a la 81a Mostra Internacional de Cinema de Venècia.

## Argument
Després de la desaparició de dues noies, l'impulsiu jove agent de policia Paul Chartier és assignat a la unitat secreta "Maldoror" per vigilar un perillós delinqüent sexual. Quan l'operació es desfà per la policia i el sistema legal disfuncionals, un Chartier frustrat i obsessionat pren la caça de l'autor per la seva pròpia mà.

## Repartiment
- Anthony Bajon com a Paul Chartier
- Alba Gaïa Bellugi com a Jeannne 'Gina' Ferrara
- Alexis Manenti com a Luis Catano
- Sergi López com Marcel Dedieu
- Laurent Lucas com a Charles Hinkel
- David Murgia com a Didier Renard
- Béatrice Dalle com a Rita
- Lubna Azabal com a senyora Santos
- Jackie Berroyer com a Jacky Dolman
- Mélanie Doutey com a jutge Remacle
- Félix Maritaud com a Roberto Santos
- Guillaume Duhesme com Dardenne

## Producció

### Desenvolupament i inspiració
El setembre de 2021, poc després de l'estrena de Inexorable, es va anunciar que Fabrice Du Welz estava acabant el guió per a una pel·lícula titulada Maldoror que s'esperava que comencés el rodatge el 2022. Du Welz va coescriure el guió amb Domenico La Porta. Per al projecte, Du Welz tornaria a treballar amb el productor Jean-Yves Roubin, que va descriure la pel·lícula com una barreja de thriller i cinema negre en un estil similar a Zodiac de David Fincher (2007).
La pel·lícula es va inspirar en Afer Dutroux, un cas criminal notori que va transbalsar Bèlgica als anys noranta. L'escàndol rep el nom de Marc Dutroux, un assassí en sèrie, violador i abusador de menors belga condemnat a cadena perpètua el 1996. Va ser empresonat per primera vegada el 1989 per segrest i violació, però va ser posat en llibertat condicional després de només tres anys. El 1995 i el 1996 va segrestar sis noies, quatre de les quals va assassinar més tard. El resultat indulgent del primer processament de Dutroux, així com les mancances de la policia a l'hora d'investigar els seus assassinats, van provocar un descontentament generalitzat amb el sistema de justícia penal, donant lloc a la reorganització completa de les agències de l'ordre de Bèlgica. A la Marxa Blanca celebrada el 20 d'octubre de 1996, 300.000 ciutadans belgues van protestar per la mala gestió del cas. Du Welz ha afirmat que el cas el va afectar, considerant-lo "un cas que em va traumatitzar personalment, i totes les seves disfuncions. Hem d'adonar-nos que l'assumpte Dutroux no és una notícia sinó un afer d'estat real, que gairebé va fer implosió a Bèlgica".
Encara que es basa en un cas real, la pel·lícula se centra en un policia que busca a Dutroux, un personatge que Du Welz va ficcionar. Du Welz ha subratllat que la pel·lícula s'inspira en el cas Dutroux i, sobretot, és una pel·lícula d'investigació. La va descriure com "basada en el cas Dutroux i ambientat a la Bèlgica real dels anys 90" però que "va voler parlar sobretot de les disfuncions policials i judicials que realment es van produir al voltant d'aquest cas i es tracten de manera realista, però la trama és fictícia. Per tant, no és el cas Dutroux portat a la pantalla". També va afirmar que estava "dissenyat per posar llum al nostre trauma i oferir una nova perspectiva de la societat malvada". Du Welz havia volgut fer la pel·lícula durant 15 anys i va predir que seria el projecte més gran en el qual havia treballat mai, fins i tot el va descriure com "el projecte de [la meva] vida".

Du Welz inicialment va considerar fer una pel·lícula purament de no ficció, però va dir que hauria estat complicat fer legalment una pel·lícula d'aquest tipus a Bèlgica. La seva decisió de ficcionar el cas es va inspirar molt en Once Upon a Time in Hollywood (2019), una pel·lícula que va tornar a veure amb "obsessió i amor":
| « | "Quan vaig veure el que va fer Tarantino amb una notícia terrible, i com la va transcendir fins i tot alterant-la en història alternativa, em vaig dir que podria fer meu aquest cas amb la condició, per descomptat, de ser el més intel·ligent i rellevant possible. Avui tinc la intuïció de tenir l'experiència i la perspectiva per fer-ho, tinc el meu equip, actors increïbles, productors que m'envolten... L'ambició és portar un esdeveniment terrible però no tractar-lo literalment. Més aviat per alterar cinematogràficament la realitat." | » |

### Repartiment i finançament

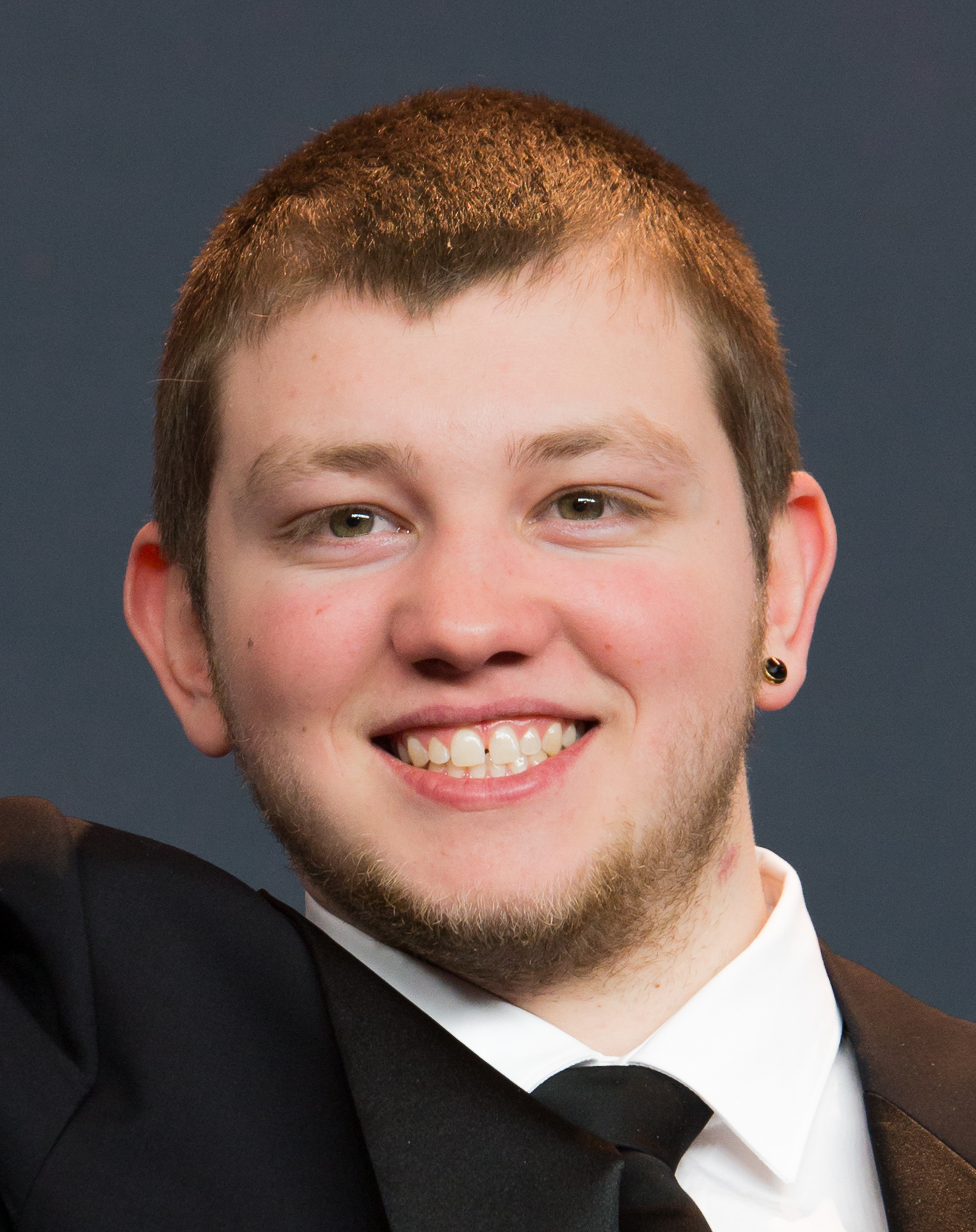
Anthony Bajon

Anthony Bajon, conegut per les pel·lícules El creient (2018) i Chien de la casse (2023), interpreta el paper principal del recluta policial Paul Chartier. Els coprotagonistes inclouen Alba Gaïa Bellugi, Alexis Manenti (que va protagonitzar al costat de Bajon a Athena) i Sergi López. El repartiment inclou diversos actors en papers secundaris que han treballat amb Du Welz en el passat, inclosos Laurent Lucas i Jackie Berroyer, tots dos protagonitzats al seu terror psicològic de 2004 Calvaire. Du Welz va descriure els dos actors com a "família" amb qui se sentia còmode per centrar-se en "només el treball, ràpid i bé, al servei d'una pel·lícula". També pretenia originalment que Benoît Poelvoorde protagonitzés el paper inspirat en Marc Dutroux, un personatge que segons ell s'assemblaria més a Frank Booth de Vellut blau (1986) que el mateix Dutroux.
La pel·lícula va ser produïda per Jean-Yves Roubin per a la companyia belga Frakas Productions, i per Manuel Chiche i Violaine Barbaroux per a la companyia francesa The Jokers Films, que també distribuirà la pel·lícula a França. Va ser coproduïda per RTBF, VOO i BE TV, Shelter Prod i France 2 Cinéma, en associació amb One Eyed, així com amb l'assistència del Centre de Cinema i Audiovisual de la Federació Valònia-Brussel·les. La pel·lícula també va rebre el suport de Canal+ i la participació de Ciné+, així com diverses iniciatives governamentals com France Télévisions, Wallimage i la Regió de Brussel·les-Capital.

### Rodatge
Originalment s'esperava que el rodatge comencés a la tardor de 2022. Tanmateix, l'agost de 2022, Frakas Productions va publicar un anunci de càsting amb la recerca d'extres per al rodatge que tindria lloc el març de 2023 a la regió de Charleroi. La fotografia principal, però, finalment va començar el 4 de maig de 2023 i es va acabar el 28 de juny. El rodatge a Marchienne-au-Pont va tenir lloc a partir del 8 de maig de 2023, on l'ajuntament es va utilitzar com a espai de producció. El director de fotografia va ser Manu Dacosse, que abans va treballar amb Du Welz a Alleluia (2014), Adoration (2019) i Inexorable (2021).

### Música
La música de la pel·lícula va ser composta per Vincent Cahay, un col·laborador de molt de temps de Du Welz que va treballar a Calvaire (2004), Alleluia (2014), Adoration (2019), Inexorable (2021), i va rebre el Magritte a la millor banda sonora per la seva contribució a Adoration.

## Estrena
Maldoror va ser seleccionada per ser projectada fora de competició a la 81a Mostra Internacional de Cinema de Venècia, on es va estrenar el 3 de setembre de 2024. És la primera pel·lícula de Du Welz seleccionada a la programació de Venècia des de Vinyan (2008). Les vendes internacionals les va gestionar WTFilms. The Jokers Films distribuirà la pel·lícula a França el 15 de gener de 2025. La pel·lícula està previst que s'estreni a les sales de Bèlgica per O'Brother Film el 22 de gener de 2025.

## Recepció
Al lloc web de l'agregador de ressenyes Rotten Tomatoes, el 75% de les 12 crítiques són positives, amb una valoració mitjana de 6,3/10.